# إيلا إي. كلارك
إيلا إي. كلارك (بالإنجليزية: Ella E. Clark)‏ هي كاتِبة أمريكية، ولدت في 8 يناير 1896 في Summertown, Tennessee ‏ في الولايات المتحدة، وتوفيت في 9 يوليو 1984.